# Goryphus albifrons
Goryphus albifrons là một loài tò vò trong họ Ichneumonidae.